# Manindra Agrawal
Manindra Agrawal (Allahabad, 20 de maio de 1966) é um cientista da computação indiano, professor titular do Departamento de Ciência da Computação e Engenharia do IIT Kanpur, onde também exerceu o cargo de decano de Planejamento e Geração de Recursos (DRPG). Em 2008 tornou-se o primeiro laureado com o Infosys Prize na categoria Ciência da Computação.
Agrawal é co-criador, ao lado de Neeraj Kayal e Nitin Saxena, do teste de primalidade AKS, o primeiro algoritmo determinístico em tempo polinomial capaz de verificar se um número é primo. Pelo trabalho recebeu, juntamente com seus colaboradores, o Clay Research Award (2002), o Prêmio Fulkerson (2006) e o Prêmio Gödel (2006), entre outras distinções.